# Peter Lougheed Provincial Park
Der Peter Lougheed Provincial Park ist ein 513,66 km² großer Naturpark im Südwesten der kanadischen Provinz Alberta, an der Grenze zu British Columbia. Er ist Teil eines größeren Parksystems in den Rocky Mountains westlich von Calgary, dem sogenannten Kananaskis Country. Den Kern des Parks, der zugleich zu der größte der Provincial Parks in Alberta ist, bildet das Gebiet um zwei große Seen, den Upper Kananaskis Lake und den Lower Kananaskis Lake, also den Oberen und den Unteren Kananaskis-See. Im Westen, ebenfalls in Alberta, liegt unmittelbar der Elbow-Sheep Wildland Provincial Park, im Norden schließt sich der Spray Valley Provincial Park  an und im Nordwesten der Banff-Nationalpark. Jenseits der Grenze zu British Columbia grenzt der Park unmittelbar im Süden an den Elk Lakes Provincial Park und im Südwesten an den Height of the Rockies Provincial Park.
Bei dem Park handelt es sich um ein Schutzgebiet der IUCN-Kategorie II (Nationalpark), der im östlichen Bereich vom Alberta Highway 40 in Nord-Süd-Richtung durchquert wird.

## Name
Der Park ist nach Peter Lougheed benannt, der von 1971 bis 1985 Premierminister der Provinz Alberta war. Vor der Umbenennung hieß der Park Kananaskis Provincial Park.

## Geologie und Landschaftsform
Die Gebirgsformationen liegen in der Region zwischen 1600 m auf dem Grund des Kananaskis-Tals und über 3000 m entlang der Reihe der Spitzen der kontinentalen Wasserscheide (Great Divide), der Wasserscheide zwischen dem Osten und dem Westen Nordamerikas.
Zerklüftete Felsen und langgestreckte Bergrücken aus Kalkstein, Dolomit und Schiefer sind vorherrschend. Hinzu kommen Aufschlüsse aus Sandstein, Schluffstein und Kohle. Mehrere große Überschiebungen sind erkennbar.

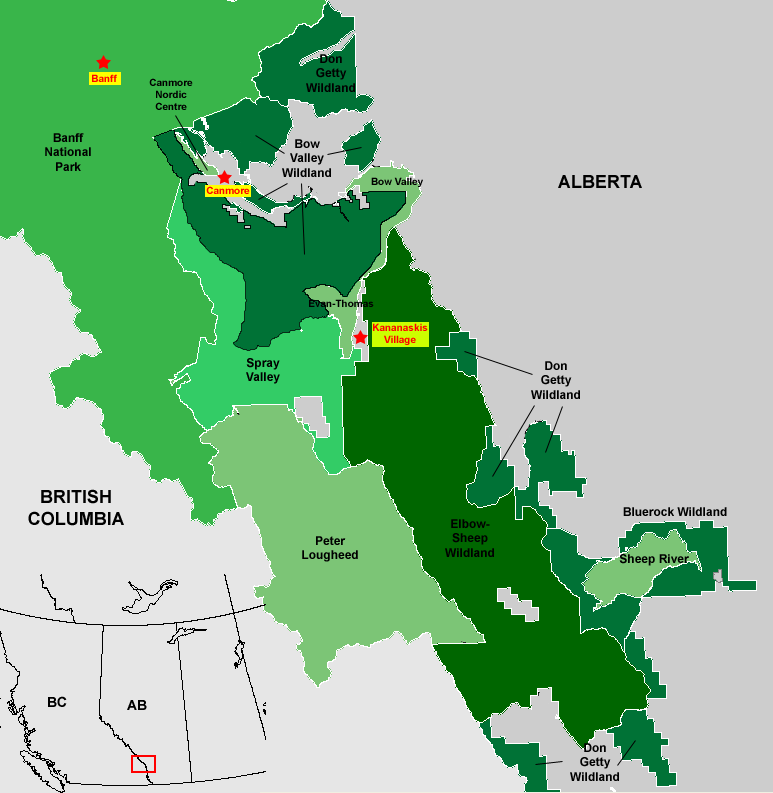
Die zum Kananaskis Country gehörenden Parks

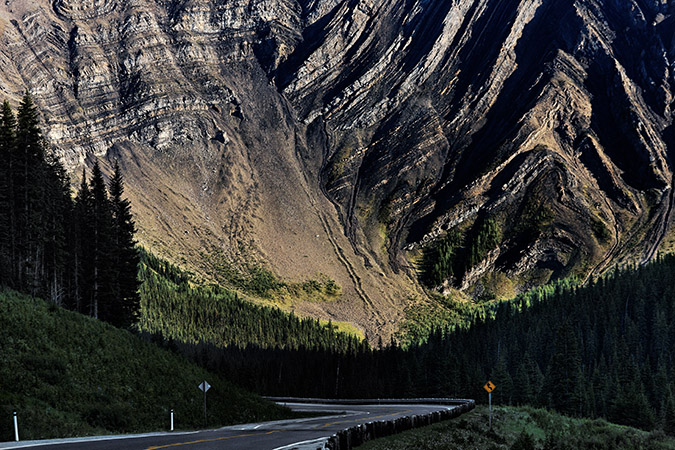
Highway 40 im Kananaskis-Tal

Bedeutende fossile Überreste wurden am 3218 m hohen Mount Rae entdeckt, der jenseits der Ostgrenze des Parks liegt. Faltungsprozesse sind am 3180 m hohen Mount Foch und am 3173 m hohen Mount Sarrail im Peter-Lougheed-Park belegbar. Der Park birgt 23 Gletscher, viele u-förmige Täler, Talkessel, Moränen und andere glaziale Erscheinungen. Zahlreiche Erd- und Felsrutsche lassen sich belegen, wie etwa am Mount Palliser, bei dem 8 Millionen m³ abrutschten, und am Mount Indefatigable (2670 m). Permafrostboden gibt es am Ptarmigan Cirque und am Mount Sparrowhawk (3121 m).
Untersuchungen des Bodens erwiesen fünf Bodentypen im Park, nämlich Alfisol (auf gut entwässernden rohen Geschiebemergel lagern unter Nadelwald), Braunerde (Brunisol; auf gut entwässernden Presseishügeln unter Nadelwaldvegetation), Regosol, dazu organische Ablagerungen und Gleye.

## Flora und Fauna
In den tiefer liegenden Gebieten des Parks findet man Küsten-Kiefer (Pinus contorta), was auf Waldbrände in den Jahren 1858, 1890, 1904 und 1920 zurückzuführen ist. In den höheren Lagen dominieren hingegen wieder alpine Tannenarten und Engelmann-Fichten. In den Tallagen und den unteren Hängen traten bisher etwa alle 150 Jahre größere Waldbrände auf.
Bewaldete Feuchtgebiete sind in den tieferen Lagen von Küstenkiefern dominiert, Englemannfichten und sub-alpinen Tannenarten. In wenigen Gebieten wachsen Weiden, doch meist dominieren Amerikanische Strauch-Birke (bog birch), niedrigere Weiden, Sauergrasgewächse und Moose. Die Strauchebene wird von Büffelbeeren beherrscht, die für die Bären überaus wichtig sind. Die höheren Regionen werden wiederum von Weiden beherrscht. An der Waldgrenze herrschen alpine Tannenarten und Lärchenwälder vor, insbesondere an den Nordostenhängen. Dazu zählen die etwa 700 Jahre alten Lärchenwälder im Maude-Lawson- und im Little-Highwood-Gebiet.
Am Nordende der King Creek gorge, der King-Creek-Schlucht, im unteren Hanggebiet des Mount Indefatigable und am Nordufer des Upper Kananaskis Lake finden sich drei isolierte Bestände von Douglasien, ebenso wie an der Süd- und der Ostseite der Kananaskis Range. Verstreute Bestände der Westamerikanischen Lärche finden sich am südwestlichen Ufer des Upper Kananaskis Lake und im Zwischenseengebiet.
Oberhalb von 2300 m findet sich alpine Vegetation. Flechten bedeckte Felsen, mattenartige Vegetation, Wiesen, Büsche und Krummholz herrschen hier vor.
Wallis et al. (1987) und Brunton (1978 und 1979) legten erstmals Listen seltener Arten an. Zu den Huftieren zählen die häufigeren Maultierhirsche und die weniger häufigen Weißwedelhirsche, Wapitis (elk); in geringerer Zahl auch Elche (moose), Dickhornschafe (vor allem um Opal und Misty Ranges, aber auch in der Kananaskis Range, insbesondere im French Valley, im Burstall und im Upper Kananaskis River Valley) und vielleicht 100 bis 120 Schneeziegen. Zu den großen Fleischfressern zählen, Puma (cougar) und Wolf, ebenso wie kleinere Arten, wie Vielfraß, Kanadischer Luchs und Kojote. Die alpinen und subalpinen Arten umfassen Murmeltiere, Ochotona (Pika) und Urocitellus columbianus (Columbian gound squirrel) und Goldmantel-Ziesel.

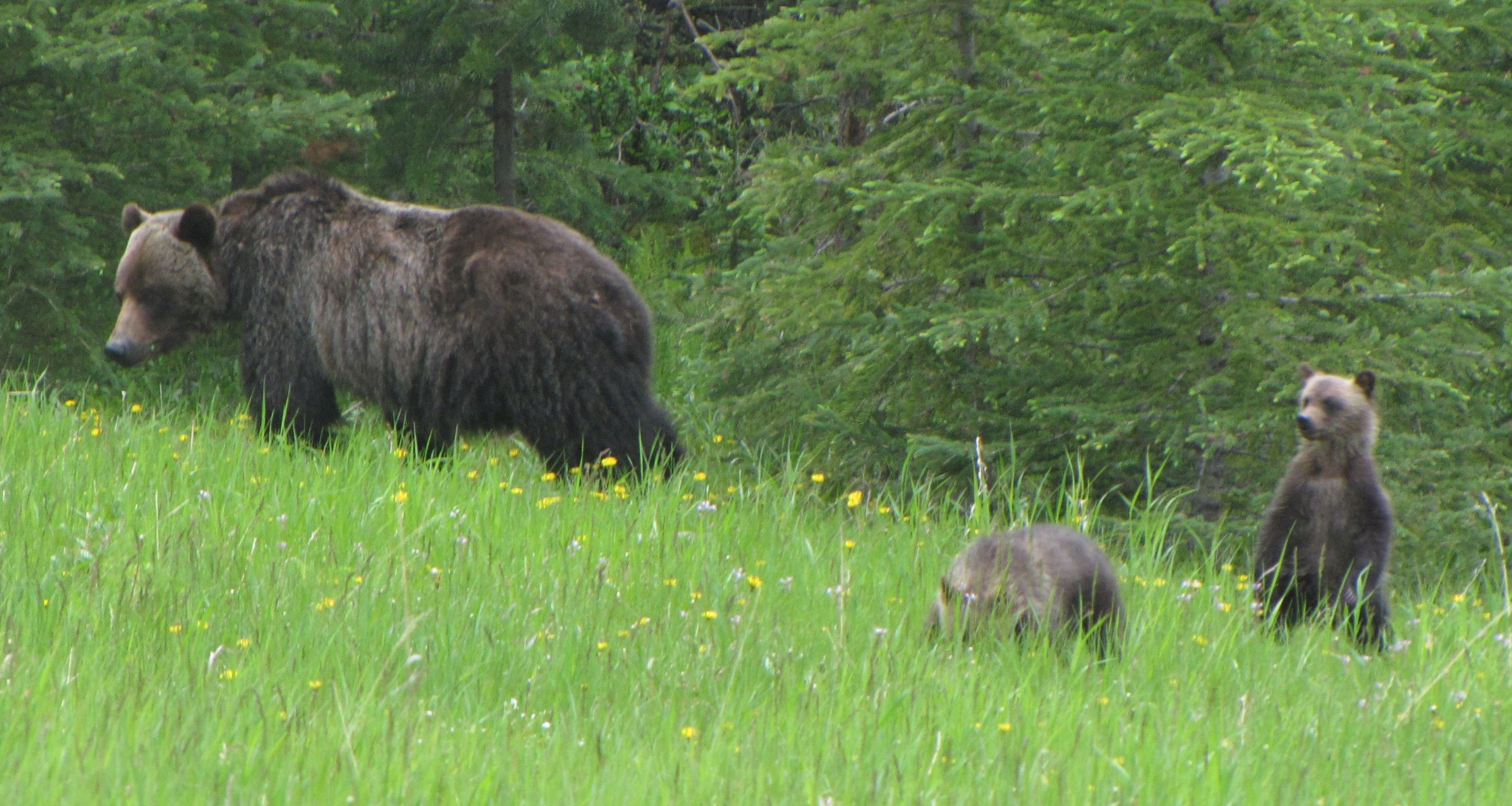
Grizzlybär mit Jungen

Die Zahl der Grizzlybären wurde im Kananaskis Country auf 50 bis 75 geschätzt (Stand: 2006), wobei der Park für die Reproduktion von großer Bedeutung ist. Da die Bären im Juli und August auf der Suche nach Büffelbeeren in die Täler wandern, kommt es vielfach zu Begegnungen mit Menschen. Daher wurde der Kananaskis Country Bear Management Plan aufgelegt. Verbreitet sind auch Schwarzbären und Wölfe.

## Geschichte
Das Kananaskis-Tal wurde spätestens um 6000 v. Chr. von Menschen aufgesucht, wie sich an mehreren Fundstätten entlang des Highway 40 belegen ließ. Im Bereich des Eau-Claire-Zeltplatzes im benachbarten Spray Valley Provincial Park ließ sich eine kontinuierliche Nutzung über sieben Jahrtausende nachweisen. Dabei wanderten verschiedene Gruppen aus weitem Umkreis, etwa aus Idaho, im Sommer durch die Region. Das galt auch für Angehörige der First Nations aus British Columbia (wahrscheinlich Kootenai und Binnen-Salish), die auch zum Handeln hierher kamen. 1977 waren bereits 53 Fundstätten im Peter-Lougheed-Park bekannt. Stoney (Nakoda) suchten das Gebiet zum Jagen und Sammeln, für Zeremonien und zur Visionssuche seit dem 17. Jahrhundert auf. Im 17. Jahrhundert dehnten sich die Gletscher im Zuge einer Kleinen Eiszeit stark aus; sie erreichten vielfach ihre maximale Ausdehnung – wie verbliebene Moränen belegen. Eine weitere Ausdehnungsphase folgte im frühen 18. Jahrhundert. Dafür liegen jedoch nur wenige Belege vor; im Gegensatz zur Expansionsphase Mitte des 19. Jahrhunderts, aus der die meisten Moränen stammen. Seither ziehen sich die Gletscher zurück.
Ab 1854 drang eine erste europäische Expedition unter James Sinclair, entweder über das südliche Kananaskis oder den Elk Pass, in das Gebiet vor. John Palliser führte eine wissenschaftliche Expedition, die British North American Exploring Expedition (Palliser-Expedition), im Jahr 1858 in dieses Gebiet. George Dawson vom Geological Survey of Canada untersuchte die Region 1881 und 1884; es folgte eine ausgiebigere Untersuchung im Jahr 1903.
Schon bald standen Stromgewinnung durch Stauseen sowie Holzgewinnung im Vordergrund. Bis 1969 wurde Gips an der Baumgrenze am Mount Invincible gewonnen, wo im Jahr 1991 wieder Bäume angepflanzt wurden. Seit den 1980er Jahren wurden Straßen angelegt, so dass Touristen die Region leichter erreichen können. Fur Management Areas sowohl im Peter-Lougheed- als auch im Spray-Valley-Park sollen die Fallenstellerei regeln.